# 무학도 (섬)
무학도(舞鶴島)는 서울특별시 강동구 고덕동에 위치하던 하중도로, 현재는 사라졌다. 석도라는 다른 명칭으로도 불렸다. 그러나 현재는 하천변의 거대한 버드나무 군락지 등을 당정생태공원으로 지정하여 보전하고 있다. 이 지역에서 강동구 고덕동 수변생태복원지에 이르는 구간에는 축구장과 야구장 등이 있으나, 전체적으로 보면 하남시에서 서울 경계인 강동구 가래여울 마을까지 천변 습지 생태계가 양호하게 보전되고 있다.

## 같이 보기
- 당정섬